# 高寺镇 (乐至县)
高寺镇，是中华人民共和国四川省资阳市乐至县下辖的一个乡镇级行政单位。2019年12月，撤销凉水乡，将其所属行政区域划归高寺镇管辖。

## 行政区划
高寺镇下辖以下地区：
高寺社区、二郎村、老街村、石堰村、凉水村、石佛沟村、杜家村、破河村、来龙村、吴家沟村、红岩村、清水村、梨子湾村、雀飞村、崇义村、新建村、白杨村、聚贤村、快乐村、滑石村、燕子村、佛岩村、付家村、简乐桥村、古井庙村、福新村、杨氏祠村、小河村、万寿村、永乐村、响水村和翘脚村。